# St Mawgan
St Mawgan est une paroisse civile et un village des Cornouailles, en Angleterre.